# Contrato de adhesión
Contrato de adhesión o contrato por iguales es aquel contrato que se redacta por una sola de las partes y el aceptante simplemente se adhiere o no al mismo, aceptando o rechazando el contrato en su integridad. Se lo suele llamar "contrato de adhesión" confundiendo el tipo de contrato con la forma de celebración. Un contrato de consumo es celebrado por adhesión. Si bien la celebración por adhesión suele darse en contratos de consumo no queda excluida en la contratación singular entre oferente y aceptante
Se los llama ¨contratos por adhesión¨ porque la persona no participa en la redacción del contrato, solo adhiere con su firma, es decir, el contrato está predefinido por el proveedor y el consumidor debe adherir o aceptar con su firma lo propuesto, sin posibilidad de modificar este contrato, no obstante siempre debe estar firmado por ambas partes, para que sea válido. 
Ejemplos claros de contratos por adhesión son los llamados contratos de suministro de servicios públicos (energía eléctrica, agua corriente, gas, telefonía, etc.) o la mayoría de los contratos de seguro y contratos bancarios.

## Características de los contratos de adhesión
- Se materializa mediante la firma por el consumidor o usuario del formulario contractual, una vez rellenados sus datos personales.
- En el mismo formulario contractual o en otro documento que se debe adjuntar con el mismo se contienen las cláusulas que reglamentarán el contrato, que se denominan  Condiciones Generales de la Contratación.

## Problemática de los contratos de adhesión

### Problemática socioeconómica
Existe una problemática socioeconómica importante detrás de los contratos de adhesión. Pese a que en el derecho contractual clásico existe la creencia de que los contratantes poseen plena libertad contractual para estipular sus cláusulas, la tendencia moderna ha inclinado a las grandes empresas a redactar de antemano los contratos para con sus futuros clientes, por medio de los contratos de adhesión, por lo que a los consumidores no les queda más opción que rechazar el contrato o firmarlo tal como está, sin que exista la posibilidad de revisión del contrato. Esto ha traído como consecuencia múltiples denuncias por abuso de parte de la banca y las grandes empresas y el sobreendeudamiento de los consumidores. Los contratos de adhesión provocaron a la larga crisis económicas en Latinoamérica en las décadas de 1990 y 2000 producto de la inexperiencia de los consumidores en el uso responsable de tarjetas de crédito, cheques y préstamos de dinero que por medio de los contratos de adhesión se les ofrecían a los consumidores.

### Problemática jurídica
El contrato de adhesión se separa del concepto tradicional de contrato que requiere de un acuerdo de voluntades.  El principal problema que plantean estos contratos es el relativo a la validez del consentimiento. En el Derecho civil y mercantil tradicional, el consentimiento contractual se entendía como el resultado de una relación bilateral equilibrada entre dos o más personas, las cuales llegaban a un entendimiento que se reflejaba en las cláusulas del contrato.
Esta relación equilibrada se rompe con la aparición del contrato por adhesión. La entidad que vende el bien o presta el servicio ofrece el mismo a través de un contrato masivo e innegociable, y el consumidor debe elegir entre aceptar el bien con todas sus cláusulas o no hacerlo, lo que supone una debilidad del sustrato contractual. Esto provoca dos dudas muy importantes acerca del consentimiento:
- En algunos casos en los que lo que se contrata es un servicio esencial (agua, combustibles, etc.) el consumidor no tiene capacidad de negarse a firmar las condiciones, dado que no tiene otra opción para conseguir el producto esencial (y más en el caso de monopolio). Esto provoca la duda de si existe verdaderamente un consentimiento en ese caso.
- En otros casos, el consumidor elige comprar el producto o servicio, pero es muy poco habitual que realmente entre a valorar las cláusulas del contrato que está firmando. En muchas ocasiones las cláusulas se encuentran redactadas de forma oscura, y en otras ni siquiera están a su disposición en el momento de la firma. Por último, muchos consumidores omiten su lectura a sabiendas de que no cabe negociación.

Esto ha planteado muchos problemas jurídicos, que en general se han ido encarrilando a través de distintas soluciones:
- En general se entiende que el contrato por adhesión es válido. Cualquier otra opción provocaría la paralización del mercado, y sería imposible el tráfico económico actual sin este tipo de contratos, favoreciendo la simplicidad, la rapidez y el tráfico económico general. Sin embargo, se reconoce la especial debilidad del consumidor, ya que la parte oferente impone su fórmula contractual lo que puede llevar a situaciones de abuso generándose una reacción jurídica para evitar de forma cautelar la incorporación de cláusulas abusivas y desconocidas por el adherente.
- Las vías a través de las cuales se da protección al consumidor son mediante la prohibición de las cláusulas abusivas, que son nulas de pleno Derecho, y a través de la vigilancia por las instituciones públicas de la actuación de las empresas.

- En algunos casos, la comercialización de productos esenciales se regulan directamente por el estado mediante normas imperativas, de forma que el estado suplanta el consentimiento de las partes y lo sustituye por una relación jurídica regulada previamente de forma equilibrada. El intervencionismo puede tener distintos grados, y puede abarcar la casi totalidad de la relación contractual.